# Kolczonay Katalin
Kolczonay Katalin (Budapest, 1948. szeptember 29. –) magyartanár, rádiós és televíziós szerkesztő.

## Életrajzi adatok
Édesapja dr. Kolczonay Ernő (1911-1991) Vajdahunyadon, édesanyja, Csapó Etelka (1925-1992) Gömörben, Oldalfalán született. Kolczonay Ernő vívó testvére. Az ELTE Bölcsészettudományi Karán szerzett magyar−orosz szakos tanári diplomát 1972-ben. Tizenöt évig tanított az ELTE Radnóti Miklós Gyakorlóiskolában. Munkahelyein, így pl.  Magyarországi Református Egyház (1987−91), Köznevelés (1991−94), Magyarok Világszövetsége (1993−98), Országos Rádió és Televízió Testület (1999-2000), Károli Gáspár Református Egyetem Kommunikáció Tanszék (2001−10) a magyar nyelv és kultúra közösségformáló erejének, értékeinek a megmentése mellett köteleződött el. A Duna Televízió külső munkatársaként, mint szerkesztő-riporter és forgatókönyvíró számos dokumentumfilmet (pl. Ópusztaszer ’96, Kastli Magyar Gimnázium, Érmindszenti zarándoklat, Csontkezű) és tévéműsort (Nyelvédesanyánk, Örökbe fogadott szavak stb.) készített.
2015-ben szerkesztette a 2014. májusában, Páskándi Géza szülőfalujában Szatmárhegyen Bucz Hunor rendezésében bemutatott Pinkó és a szegény ember, valamint a Vigéc c. előadások történetét feldolgozó "A Térszínház Szatmárhegyen" c. filmet.

## Közéleti tevékenysége
A felvidéki Palóc Társaság 2009-ben tiszteletbeli tagjává fogadta, A magyar kultúra napja tiszteletére kiírásra kerülő magyar anyanyelvi irodalmi pályázatok egyik avatott értékelője. 
A Trianon Kutatóintézet alapító tagja, a Trianoni Szemle olvasószerkesztője. A Trianoni Szemle szerkesztőségének tagjai Domonkos László, Fábián Gyula, Medvigy Endre, Sipos Endre, Zeke Gyula, valamint Szidiropulosz Archimédesz főszerkesztő.

## Közreműködései, cikkei
- Skultéty Csaba:A Szabad Európa Rádiótól az Ung partjáig. (szerkesztette: Kolczonay Katalin)  Magyar Nyelv és Kultúra Nemzetközi Társasága-Anyanyelvi konferencia (Budapest) , 2000, Ragasztott papírkötés , 250 oldal ISBN 963-00-2970-7

## ATrianoni Szemlébenmegjelent publikációi
- Nem beszélni még veszélyesebb. Beszélgetés Sára Sándorral. In. Trianoni Szemle, Bp., Trianon Kutatóintézet, 2015, VII. évfolyam. Évkönyv 2015. 52 - 58 o.
- Vigécvilág. Páskándi Géza prófétikus bohózata a Térszínházban. In. Trianoni Szemle, VI. évfolyam. 2014./ 1- 2. szám. Bp., Trianon Kutatóintézet, 2014. január - június , 176 - 178. o.